# 염철호 (배우)
염철호(1976년 ~ )는 대한민국의 배우이다.

## 학력
- 중앙대학교 연극학과

## 출연작

### 영화
- 《1급기밀》 (2018년) - 명수 역
- 《로마의 휴일》 (2017년) - 공무원 역
- 《비몽》 (2008년) - 경찰 2 역
- 《좋은 놈, 나쁜 놈, 이상한 놈》 (2008년) - 창이파 역
- 《마이 뉴 파트너》 (2008년) - 조직원 역
- 《무방비도시》 (2008년) - 쌍둥이파 안테나 역
- 《바람의 파이터》 (2008년) - 항공학교 교관 역
- 《하류인생》 (2004년) - 기도 주임 역
- 《태극기 휘날리며》 (2004년) - 모병군인 역
- 《청풍명월》 (2003년) - 두더지 역
- 《품행제로》 (2002년) - 인화고왕발 역
- 《YMCA 야구단》 (2002년) - 성남구락부 포수 역
- 《4발가락》 (2002년) - 아우디 부하 역
- 《오버 더 레인보우》 (2002년) - 헌병 1 역
- 《2009 로스트 메모리즈》 (2002년) - 밀실 사수 센진 역

### 드라마
- 《징비록》 (2015년, KBS1) - 고이치 역
- 《정도전》 (2014년, KBS1) - 주체 역
- 《대왕의 꿈》 (2012년, KBS1) - 석품 역
- 《계백》 (2011년, MBC) - 철두 역
- 《천추태후》 (2009년, KBS1) - 야율초 역
- 《대왕 세종》 (2008년, KBS1) - 아이신기오로 아구 역
- 《내 여자》 (2008년, MBC) - 박일도 역
- 《연개소문》 (2006년, SBS) - 두손 역
- 《고향역》 (2006년, KBS1)
- 《불멸의 이순신》 (2004년, KBS1) - 아리마 하루노부 역